# Groble (Kraków)
Groble, także Tarłowskie, Pod Zamkiem Krakowskim (łac. Fundus Tarłowskie sub arce Cracoviensis) – jurydyka szlachecka położona na zachód od murów miejskich Krakowa. Przed powstaniem jurydyki na jej obszarze znajdowało się zakole Wisły, jednak w XIV wieku bieg rzeki został zmieniony poprzez usypanie grobli. W XVII wieku na Groblach funkcjonował port rzeczny. W latach 1777–1779 dzierżawcą jurydyki był Hugo Kołłątaj. W 1787 roku jej właścicielami zostali Siemieńscy. W 1791 roku na Groblach odnotowano 12 domów. W granice Krakowa weszły w 1801 roku.